# Strefa Aktywności Gospodarczej „Spalony Las” w Zielonej Górze
Strefa Aktywności Gospodarczej „Spalony Las” w Zielonej Górze – teren inwestycyjny w Zielonej Górze o powierzchni 81 ha o przeznaczeniu usługowym, produkcyjnym, składowym i magazynowym, zlokalizowany przy Trasie Północnej, nieopodal węzła Zielona Góra Północ na drodze ekspresowej S3.

## Historia
Strefa Aktywności Gospodarczej (SAG) została utworzona w 2005 r. na obszarze Zielonej Góry, w części miasta zwanej Spalonym Lasem w celu przyciągnięcia potencjalnych inwestorów. Uchwałą nr LXI/709/02 Rady Miasta Zielona Góra z dnia 1 października 2002 zagwarantowano w budżecie miasta środki na budowę drogi w obrębie terenu. Początkowo projekt był współfinansowany z programu Phare i obejmował 67 ha. W ramach dofinansowania przedakcesyjnego część terenu została uzbrojona we wszystkie instalacje i media niezbędne do prowadzenia działalności gospodarczej: drogi dojazdowe, kanalizację sanitarną i deszczową, oświetlenie oraz sieć wodociągową. Łączna powierzchnia Strefy wynosi 81 ha. Całkowite zakończenie projektu budowy SAG planowane było w 2015 r..

## Znaczenie
W 2010 r. na terenie SAG „Spalony Las” działało 18 firm, zatrudniających łącznie ponad 1500 osób. Największą inwestycją jest Zakład Produkcji Drewnianej Architektury Ogrodowej „Stelmet”. Funkcjonują tam również firmy z branż: kosmetycznej, obuwniczej, produkcji aparatury pomiarowej, firmy transportowe, motoryzacyjne, firmy techniki świetlnej, firmy budowlane i hurtownia Makro. Na terenie SAG zlokalizowano także oddział Izby celnej w Rzepinie. Część SAG (14 ha) objęta jest podstrefą Kostrzyńsko-Słubickiej Specjalnej Strefy Ekonomicznej.